# Sylvia Burkaová
Sylvia Burkaová (* 4. května 1954 Winnipeg, Manitoba) je bývalá kanadská rychlobruslařka.

## Sportovní kariéra
Již ve svých 15 letech poprvé v roce 1970 startovala na světovém vícebojařském (20. místo) a sprinterském (24. místo) šampionátu. Zúčastnila se Zimních olympijských her 1972, v závodě na 500 m se umístila na 29. příčce, na kilometru byla osmá, na patnáctistovce dojela na 21. místě. V roce 1973 poprvé startovala na Mistrovství světa juniorů, které vyhrála, kromě toho byla čtvrtá na seniorském Mistrovství světa ve sprintu. Na zimní olympiádě 1976 se účastnila závodů na všech distancích od 500 do 3000 m (500 m – 11. místo, 1000 m – 4. místo, 1500 m – 9. místo, 3000 m – 8. místo), o několik týdnů později vybojovala zlatou medaili na vícebojařském a bronzovou medaili na sprinterském světovém šampionátu. Zlato ze sprintu přidala v roce 1977, bronz z víceboje získala roku 1979. Startovala také na ZOH 1980 (500 m – 9. místo, 1000 m – 7. místo, 1500 m – 10. místo, 3000 m – 12. místo), po sezóně 1979/1980 ukončila sportovní kariéru.
Je vdaná za bývalého cyklistu Jocelyna Lovella.